# Fábio Bilica
Fábio Alves da Silva (n. 4 ianuarie 1979) este un fost jucător de fotbal brazilian care în sezonul 2007-2008 a evoluat la clubul U Cluj. În 2008 a semnat un contract cu gruparea turcă Sivasspor.